# Rih Mbelang
Rih Mbelang is een bestuurslaag in het regentschap Aceh Tenggara van de provincie Atjeh, Indonesië. Rih Mbelang telt 532 inwoners (volkstelling 2010).